# Halina Klatkowa
Halina Klatkowa (ur. 4 maja 1924 w Łodzi, zm. 29 sierpnia 1997 tamże) – polski geograf, geomorfolog, badacz czwartorzędu przede wszystkim na Ziemi Łódzkiej, naukowiec, profesor Uniwersytetu Łódzkiego (UŁ).   

## Nauka, studia, praca
Naukę w Miejskiej Szkole Pracy w Łodzi zaczęła w 1931, a kontynuowała od 1937 w prywatnym Gimnazjum Janiny Czapczyńskiej w Łodzi. Nauka została przerwana 14 grudnia 1939 w momencie zamknięcia przez niemieckie, hitlerowskie władze okupacyjne w czasie II wojny światowej polskich szkół w Łodzi, wkrótce nazwanej Litzmannstadt, należącej administracyjnie do III Rzeszy, w Kraju Warty. 
Od jesieni 1940 kontynuowała naukę w Warszawie na tajnych kompletach przy Gimnazjum im. Królowej Anny Wazówny, i tam wiosną 1943 zdała maturę w zakresie liceum przyrodniczego. Od jesieni 1943 na tajnych kompletach Uniwersytetu Warszawskiego (UW) zaczęła studia geograficzne pod kierunkiem prof. Stanisława Lencewicza.
Brała udział w ruchu oporu, działając w harcerskiej służbie łączności, zorganizowanej przez Armię Krajową (AK) i Szare Szeregi. Podczas powstania warszawskiego została ranna 13 września 1944.
Po zakończeniu wojny wróciła do Łodzi i podjęła studia na nowo organizującym się UŁ.
- Stopień magistra filozofii z zakresu geografii uzyskała w 1950.
- Stopień doktora nauk przyrodniczych uzyskała w 1964 na podstawie rozprawy Niecki i doliny denudacyjne w okolicach Łodzi (druk 1965).
- Profesorem nadzwyczajnym została w 1982.

Pracę zawodową rozpoczęła 1 kwietnia 1945, jako młodszy asystent w organizowanym przez prof. Jana Dylika Zakładzie Geografii UŁ. 
W latach 1950–1956 była starszym asystentem
Od 1956 była adiunktem.
Samodzielnym pracownikiem naukowym (docent) została w 1974.
W latach 1981–1995 pełniła funkcję kierownika Zakładu (potem Katedry) Badań Czwartorzędu, w latach 1982-1990 pełniła funkcję dyrektora Instytutu Geografii Fizycznej i Kształtowania Środowiska. 
Od 1 października 1994 była na emeryturze.

## Działalność naukowa
Od początku swojej pracy w UŁ uczestniczyła w istotnych działaniach badawczych pod kierunkiem prof. J. Dylika, a było to kartowanie geologiczne celem  przygotowania Przeglądowej mapy geologicznej Polski w skali 1:300 000 w tym szczególnie w opracowywaniu północnej część arkusza - Łódź, czyli 8 arkuszy mapy 1:100000. Uczestniczyła w opracowaniu 7 spośród 8 arkuszy (Uniejów, Ozorków, Łódź, Sieradz, Łask, Pabianice, Tomaszów Mazowiecki). Pomimo zaangażowania się w prace badawcze w grudniu 1949 uzyskała absolutorium na Wydziale Matematyczno-Przyrodniczym UŁ, a magistrem geografii na podstawie zdanych egzaminów i pracy pt. Morfologia okolic Uniejowa (wschodniej części arkusza 1:100000 Uniejów). Jej kolejne badania związane były z zespołowym opracowaniem w latach 1950-1955 Szczegółowej mapy geomorfologicznej Polski w skali 1:50000. Kartowała ona m.in. region kielecki (Bodzentyn, Iłża, Kielce) i łódzki (5 miejscowości).
Spośród artykułów publikowanych od 1953 ważne było Studium morfodynamiczne pewnego wąwozu w Górach Świętokrzyskich (1958). Ważniejsza, w dużym stopniu prekursorska w zakresie badania śladów plejstoceńskiej morfogenezy peryglacjalnej była rozprawa Niecki i doliny denudacyjne w okolicach Łodzi (druk 1965) - podstawa uzyskania stopnia doktora. Minister szkolnictwa wyższego nagrodził tę książkę, a rok później (1966) referowała jej główne tezy na międzynarodowym sympozjum w Liége i Louvain.
W latach 1965–1972 zajmowała się badaniami geologii i geomorfologii glacjalnej, zwłaszcza w regionie łódzkim. Uwieńczeniem badań była monografia geomorfologiczna pt. Paleografia Wyżyny Łódzkiej i obszarów sąsiednich podczas zlodowacenia warciańskiego (1972), która stała się podstawą przewodu habilitacyjnego (20 marca 1973) i nadania jej przez Radę Wydziału Biologii i Nauk o Ziemi stopnia doktora habilitowanego w zakresie geomorfologii, w której stała się uznanym specjalistą, opracowując w 1972 rozdział Region łódzki w podręczniku akademickim Geomorfologia Polski.
W latach 1973–1982 pełniła na uczelni różne funkcje: kierownika Studiów Zaocznych Geografii (1974-1977), opiekuna Studenckiego Koła Naukowego Geografów (1976-1977), kierownika Studium Doktoranckiego na Wydziale BNZ (od 1978) i członka Komisji Rektorskiej ds. Studiów Doktoranckich (1978-1984). Ponadto w 1975 objęła funkcję redaktora naczelnego (i była nim do 1995) serii wydawniczej Acta Geographica Universitatis Lodziensis, zwanej potem Acta Geographica Lodziensis, w której wcześniej była sekretarzem redakcji od 1954. 
W latach 1973–1982 zajęła się badaniem osadów czwartorzędowych, do najważniejszych prac naukowych tego okresu należą rozprawy: Ślady środowiska eolicznego w rzeźbie powierzchni ziarn kwarcowych, wyniki analizy w elektronicznym mikroskopie skaningowym (1976) oraz Utwory ablacyjne w regionie łódzkim (1982).
W latach 1982–1990, jako profesor nadzwyczajny, angażując się w szczegółowe kartowanie geologiczne, odkryła istnienie licznych stanowisk, zidentyfikowanych metodą palinologiczną kopalnej flory, interglacjału eemskiego i wczesnego vistulianu w wielu obszarach środkowej Polski. Badania te opisała w wielu artykułach, a przede wszystkim w opracowaniu Występowanie eemskich osadów organicznych i uwagi o paleomorfologii środkowej Polski u schyłku Warty i podczas eemu (1990). 
Jej działalność naukowa to także organizowanie seminariów, konferencji, w których uczestniczyła - m.in. w 1983 w Poznaniu, w sesji zorganizowanej przez tamtejszy uniwersytet n.t. "Ewolucja środowiska geograficznego Polski", czy w sesji łódzkiej (1984) na temat "Rozwój sieci dolinnej na Wyżynie Łódzkiej w późniejszym plejstocenie i holocenie". Przewodniczyła komitetowi organizacyjnemu II Zjazdu Geografów Polskich w Łodzi w 1986, współorganizowała kolokwium polsko-francuskie "Role morphogénese périglaciare sur la Plateau de Łódź w 1990". W 1990 zorganizowała "szkołę geomorfologiczną" dla młodych geomorfologów w ramach Komisji Geomorfologii Polskiego Towarzystwa Geograficznego.
Końcowy etap badań naukowych na UŁ (do 30 września 1994 na pełnym etacie i w latach 1994 - 1995 na 1/4 etatu) to rozprawy łączące  rolę procesów glacjalnych i peryglacjalnych w kształtowaniu rzeźby – m.in. artykuł Evalution du role de l'agent periglaciare en Pologne Centrale (1994 - "Biuletyn Peryglacjalny"), oraz ważny problem stratygraficznego zlodowacenia Warty, co odzwierciedlają artykuły: Niektóre wskaźniki kierunków transportu lodowcowego w środkowej Polsce i ich przydatność do wyróżnień facjalnych i stratygraficznych oraz rekonstrukcji paleograficznych (1992 - AGL, 63) i Uwagi o strukturach glacistatycznych i ich morfologicznym wyrazie w strefie zlodowacenia warciańskiego Polski środkowej i zachodniej (1993 - AUL, 65). Tej tematyce poświęcone były również referaty wygłoszone przez nią na sesjach w 1993 "Stratygrafia i paleografia zlodowacenia Warty" i w 1994 "Cold Warta Stage", zorganizowanych przez łódzką Katedrę Badań Czwartorzędu.
Ogółem napisała i wydała prawie 100 publikacji.
Była promotorem blisko 90 prac magisterskich i 5 rozpraw doktorskich. Opiekowała się doktorantami z kraju i zagranicy.
Łódzkie Towarzystwo Naukowe wydało w 1995 publikację Profesor Halina Klatkowa
a w publikacji Moja droga do nauki był jeden z rozdziałów: Halina Klatkowa. Życiorys nie tylko naukowy, Łódź, 1996, ISBN 83-85879-68-2
Współpracowała dość ściśle przez wiele lat z Zakładem Geologii Czwartorzędu w Państwowym Instytucie Geologicznym. 
Została również w 1984 członkiem dwóch komitetów Polskiej Akademii Nauk (PAN): Badań Czwartorzędu (do 1997) i Nauk Geograficznych (do 1995). 
Zmarła w Łodzi, pochowana na cmentarzu na Dołach.

## Działalność w stowarzyszeniach naukowych
- Członek Polskiego Towarzystwa Geograficznego od 1946.
- Członek Łódzkiego Towarzystwa Naukowego od 1965. W latach 1972–1981 była sekretarzem III Wydziału oraz członkiem Zarządu i Komisji Wydawniczej ŁTN.

## Odznaczenia i wyróżnienia
- Złoty Krzyż Zasługi (1961),
- Krzyż Kawalerski Orderu Odrodzenia Polski (1983),
- Medal Komisji Edukacji Narodowej (1990),
- Honorowa Odznaka Miasta Łodzi (1982).
- Złota Odznaka UŁ (1970),
- Medal UŁ w służbie społeczeństwa i nauki (1982),
- wielokrotnie nagrody ministra, rektora UŁ, ŁTN.